# Maialen Chourraut
Maialen Chourraut Yurramendi (née le 8 mars 1983 à Lasarte-Oria en Espagne) est une kayakiste espagnole d'origine basque, pratiquant le slalom.

## Palmarès

### Jeux olympiques
- 2008 à Pékin, Chine
  - élimination en séries
- 2012 à Londres, Royaume-Uni
  -  Médaille de bronze en K1
- 2016 à Rio de Janeiro,  Brésil
  -  Médaille d'or en K1
- 2020 à Tokyo,  Japon
  -  Médaille d'argent en K1

### Championnats du monde de canoë-kayak slalom
- 2009 à La Seu d'Urgell, Espagne
  -  Médaille d'argent en K1

### Championnats d'Europe de canoë-kayak slalom
- 2025 à Vaires-sur-Marne, France
  -  Médaille d'argent en K1 par équipes